# Shimazu Tadatsune
Shimazu Tadatsune (島津 忠恒?; 27 novembre 1576 – 7 aprile 1638), fu un tozama daimyō di Satsuma, il primo a governare l'Han del clan Shimazu con l'instaurazione dello shogunato Tokugawa e il primo giapponese che governò il regno delle Ryūkyū. È noto anche come Iehisa (家久?), poiché cambiò nome quando si sottomise a Tokugawa Ieyasu, ricevendone il kanji 家?.

## Biografia
Tadatsune fu il terzo figlio di Shimazu Yoshihiro. Poiché il fratello maggiore di Yoshihiro, Shimazu Yoshihisa, non aveva un figlio erede e l'altro fratello maggiore, Shimazu Hisakazu, era morto di malattia in Corea, divenne successore di suo zio e in seguito prese il nome di Iehisa. Come suo padre e suo zio, era noto per il coraggio sul campo di battaglia. Durante la seconda metà delle invasioni di Hideyoshi in Corea, combattendo al fianco del padre, aiutò a scacciare l'esercito Ming di oltre 100.000 uomini con solo 8.000 uomini. Come capo del clan Shimazu, cercò di rimuovere i consiglieri corrotti o sleali e di riformare la leadership del clan. A tal fine, nel 1599, uccise un servitore di lunga data e il karō, Ijuin Tadamune, nonché suo figlio, Ijuin Tadazane, quando tentarono di separarsi dal clan Shimazu.
Divenne il daimyô degli Shimazu in seguito al coinvolgimento della sua famiglia nella campagna di Sekigahara e andò a Edo nel 1602 per giurare fedeltà a Tokugawa Ieyasu. Ricevette il kanji "家" da Tokugawa Ieyasu e il cognome Matsudaira. Nel 1603 il suo feudo valeva 605.000 koku.
Nel 1602 divenne il capo del suo clan, ma suo padre mantenne il potere reale fino al 1619. Il 5 aprile 1609, Tadatsune invase il Regno delle Ryūkyū, soggiogandolo e usandolo per effettuare scambi con la Cina. I Ryūkyū furono autorizzati a rimanere semi-indipendenti e non sarebbero stati annessi formalmente dal Giappone fino a dopo la restaurazione Meiji (1868); se la Cina avesse saputo che i Ryūkyū erano controllati dai giapponesi, il commercio sarebbe finito. Così Tadatsune forzò questo insolito status del regno.
Guidò le truppe alla campagna invernale di Osaka e stava per partecipare alla campagna estiva di Osaka con 13.000 soldati, ma arrivò dopo che il castello era caduto.
Iehisa fu confermato nel suo feudo nel 1617.
Come tale, viene citato da Ueno Takafumi il primo daimyō a prender parte al rito chiamato Sankin kōtai, imposto dallo shogunato. Nel 1624-1625 Iehisa viaggiò nuovamente verso Edo, questa volta lasciando la moglie Shimazu Kameju come ostaggio politico; si dice che sia stato fatto su iniziativa di Iehisa, e segna un primo esempio, o precedente, dal quale lo shogunato basò la sua successiva decisione di obbligare tutti i daimyō a lasciare le loro mogli ed eredi a Edo come ostaggi.